# Lauraesilpha heteroclita
Lauraesilpha heteroclita är en kackerlacksart som beskrevs av Philippe Grandcolas 1997. Lauraesilpha heteroclita ingår i släktet Lauraesilpha och familjen storkackerlackor.
Artens utbredningsområde är Nya Kaledonien. Inga underarter finns listade i Catalogue of Life.